# Узунлар (балка)
Узунла́р (укр. Узунлар, крымскотат. Uzunlar, Узунлар) — маловодная балка (река) в южной части Керченского полуострова. Длина водотока 12,0 км, площадь водосборного бассейна 61,0 км², относится в группе рек Керченского полуострова. 
Начало балки находится севернее бывшего села Восточное (до 1948 года Кары), течёт на юго-восток, впадает в небольшой залив в северной оконечности Узунларского озера. У Узунлара 6 безымянных притоков-балок, название (в переводе с крымскотатарского «длинное»), вероятно, заимствовано у озера.